# متغيرات ماندلستام

في هذا الرسم البياني، يأتي جسيمان بزخمين p _{1} وp _{2} ، ويتفاعلان بطريقة ما، ثم يغادر جسيمان بزخمين مختلفين (p _{3} وp _{4}).

في الفيزياء النظرية ، متغيرات ماندلستام (Mandelstam variables ) هي كميات عددية تعمل على تشفير الطاقة و الزخم الحركي و زوايا الجسيمات أثناء عملية التشتت بطريقة ثابتة لورنتز .و تستخدم بالأساس في عمليات تشتيت جسيمين إلى جسيمين. تم تقديم متغيرات ماندلستام لأول مرة من قبل الفيزيائي ستانلي ماندلستام في عام 1958.
إذا تم اختيار مقياس مينكوفسكي ليكون {\displaystyle \mathrm {diag} (1,-1,-1,-1)} ، فمتغيرات ماندلستام {\displaystyle s,t,u} يتم تعريفها بعد ذلك بواسطة
- {\displaystyle s=(p_{1}+p_{2})^{2}c^{2}=(p_{3}+p_{4})^{2}c^{2}}
- {\displaystyle t=(p_{1}-p_{3})^{2}c^{2}=(p_{4}-p_{2})^{2}c^{2}}
- {\displaystyle u=(p_{1}-p_{4})^{2}c^{2}=(p_{3}-p_{2})^{2}c^{2}} ,

حيث أن p 1 و p 2 هما الزخم الرباعي للجسيمات الواردة و p 3 و p 4 هما الزخم الرباعي للجسيمات الصادرة.
يُعرف s أيضًا بإسم مربع طاقة مركز الكتلة (الكتلة الثابتة) وt باسم مربع انتقال الزخم الرباعي.

## مخططات فاينمان
تُستخدم الحروف s وt وu أيضًا في المصطلحات s-channel (قناة زمنية)، و t-channel ، و u-channel (كلاهما قنوات شبيهة بالفضاء). تمثل هذه القنوات مخططات فاينمان المختلفة أو أحداث التشتت المحتملة الاختلاف،و حيث يتضمن التفاعل تبادل جسيم وسيط يساوي مربع زخمه الرباعي s،t،u ، على التوالي.
على سبيل المثال، تتوافق القناة s مع الجسيمات 1،2 التي تنضم إلى جسيم وسيط ينقسم في النهاية إلى 3،4: القناة s هي الطريقة الوحيدة التي يمكن من خلالها اكتشاف الرنينات و الجسيمات غير المستقرة الجديدة و ذلك بشرط أن تكون أعمارها طويلة بما يكفي بحيث يمكن اكتشافها بشكل مباشر.</link></link>  و بالتالي، تمثل القناة t العملية التي يصدر فيها الجسيم 1 الجسيم الوسيط و يصبح الجسيم النهائي 3، بينما يمتص الجسيم 2 الجسيم الوسيط و يصبح 4. أما القناة u فهي القناة t مع تبادل أدوار الجسيمات 3،4.
عند تقييم سعة فاينمان، غالبًا ما نجد حاصل ضرب قياسي للقوى الدافعة الأربعة الخارجية. فيمكننا بعد ذلك استخدام متغيرات ماندلستام لتبسيط هذه:
{\displaystyle p_{1}\cdot p_{2}={\frac {s/c^{2}-m_{1}^{2}-m_{2}^{2}}{2}}}
{\displaystyle p_{1}\cdot p_{3}={\frac {m_{1}^{2}+m_{3}^{2}-t/c^{2}}{2}}}
{\displaystyle p_{1}\cdot p_{4}={\frac {m_{1}^{2}+m_{4}^{2}-u/c^{2}}{2}}}
حيث {\displaystyle m_{i}} هي كتلة الجسيم مع الزخم المقابل {\displaystyle p_{i}} .

## المجموع
لاحظ أنه
{\displaystyle (s+t+u)/c^{4}=m_{1}^{2}+m_{2}^{2}+m_{3}^{2}+m_{4}^{2}}
حيث m i هي كتلة الجسيم i . 

## الحد النسبي
في الحد النسبي، يكون الزخم (السرعة) كبيرًا، لذلك و باستخدام معادلة الطاقة-الزخمية النسبية ، تصبح هذه الأخيرة هي معيار الزخم بشكل أساسي (على سبيل المثال {\displaystyle E^{2}=\mathbf {p} \cdot \mathbf {p} +{m_{0}}^{2}} يصبح {\displaystyle E^{2}\approx \mathbf {p} \cdot \mathbf {p} } ). و يمكن أيضًا إهمال الكتلة الباقية.
على سبيل المثال،
{\displaystyle s/c^{2}=(p_{1}+p_{2})^{2}=p_{1}^{2}+p_{2}^{2}+2p_{1}\cdot p_{2}\approx 2p_{1}\cdot p_{2}}
{\displaystyle p_{1}^{2}=m_{1}^{2}} و {\displaystyle p_{2}^{2}=m_{2}^{2}} .
إذن،

## أنظر أيضا
- مخططات فاينمان
- تشتت بهابها
- تشتت مولر
- تشتت كومبتون